# David Arellano
David Arellano, född 29 juli 1902 i Santiago, Chile, död 3 maj 1927 i Valladolid, Spanien, var en chilensk fotbollsspelare och en av dem som lade grunden för det chilenska klubblaget Colo-Colo vars hemmaarena heter Estadio Monumental David Arellano. Arellano hann med att göra sex landskamper för Chile och gjorde på dessa sju mål.
David Arellano blev dödligt skadad i samband med en match, och dog kort därefter, blott 24 år gammal.